# 2022년 스웨덴 의회선거

2022년 스웨덴 총선거는 2022년 9월 11일 실시되었으며 선거의 결과로 마그달레나 안데르손 스웨덴 총리가 사임하게 되었다.

## 선거 결과
중도좌파 성향의 스웨덴 사회민주노동자당 주도의 연정이 붕괴되고 극우 성향의 스웨덴 민주당이 원내 2당이 되었다.

## 같이 보기
- 스웨덴의 정치